# ヤマハ・ジッピィ

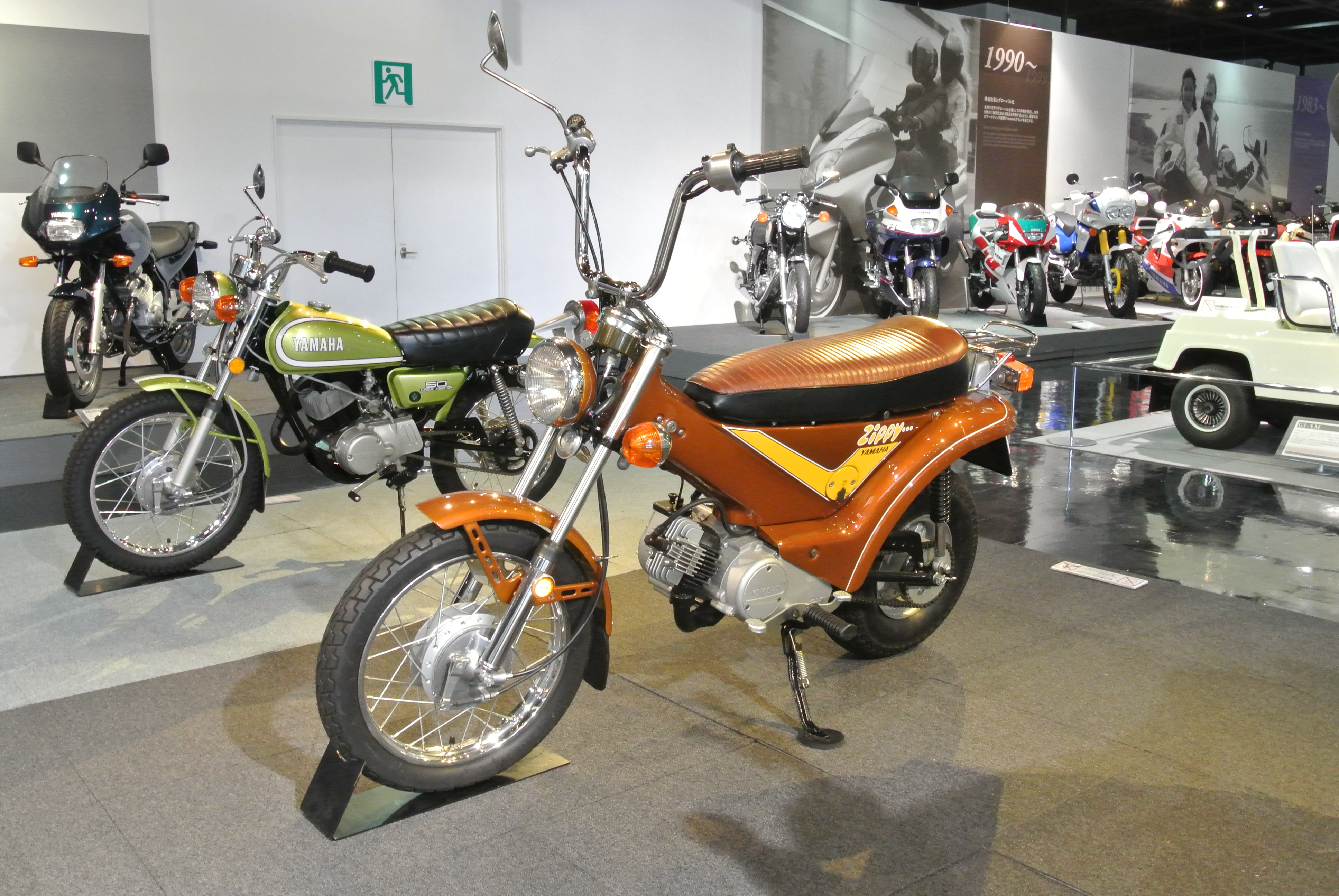
ジッピィ50
（自動遠心クラッチ車）

ジッピィ (Zippy) は、ヤマハ発動機が製造していたオートバイ（原動機付自転車）である。

## 概要
1973年3月発売。レジャーモデル第1弾として、スポーティーでファッショナブルなバイクとして開発された。車名は「元気のよい・活発な」という意味を持ち、広告には井上順が起用された。
エンジンは2ストローク単気筒で49cc、4.5psのジッピィ50（LB50I）と72cc、6.2psのジッピィ80（LB80I）の2種類がラインナップされた。トランスミッションは自動遠心クラッチ式ロータリー3速とハンドクラッチ式4速で、ミッションによってサイドのデザインが異なる。
ライディングポジションを自在に取れるよう、シート高は695mmと低く抑えられ、アップハンドルと645mmのロングシートが採用されており、前輪14インチ、後輪8インチの前後異径タイヤでオフロード走行も可能としている。